# Đại Phác
Đại Phác là một xã thuộc huyện Văn Yên, tỉnh Yên Bái, Việt Nam.

## Địa lý
Xã Đại Phác nằm ở trung tâm huyện Văn Yên, có vị trí địa lý:
- Phía đông giáp xã Yên Phú
- Phía tây giáp xã Đại Sơn
- Phía nam giáp xã Đại Sơn và xã Yên Phú
- Phía bắc giáp xã An Thịnh.

Xã Đại Phác có diện tích 11,37 km², dân số năm 2019 là 3.325 người, mật độ dân số đạt 292 người/km².

## Lịch sử
Ngày 16 tháng 12 năm 1964, Chính phủ ban hành Quyết định số 177-CP, điều chỉnh xã Đại Đồng thuộc huyện Trấn Yên về huyện Văn Yên mới thành lập.
Ngày 3 tháng 4 năm 1965, Bộ Nội vụ ra Quyết định số 125, về việc đổi tên xã Đại Đồng thành xã Đại Phác.
Ngày 16 tháng 2 năm 1967, Bộ trưởng Bộ Nội vụ ra Quyết định số 52-NV về việc chia xã Đại Phác thành hai xã Đại Phác và An Thịnh.